# Ciputra
Ciputra (chiń. 徐清环; ur. 24 sierpnia 1931 w Papaya, zm. 27 listopada 2019 w Singapurze) – indonezyjski przedsiębiorca i filantrop; założyciel Ciputra Development, największej notowanej firmy nieruchomościowej na rynku indonezyjskim.
Jego majątek szacowany był w 2018 r. na 1,2 mld USD.